# Накамура, Кэнго
Кэнго Накамура (яп. 中村 憲剛 Накамура Кэнго, 31 октября 1980, Кодайра, Токио) — японский футболист, полузащитник клуба «Кавасаки Фронтале». Выступал в сборной Японии.
«Кавасаки Фронтале» — единственный клуб, за который выступал Кэнго. С 2003 года он занял место в основе команды. С 2006 года по 2009 год входил в символическую сборную Джей-лиги.
С 2006 года Кэнго выступает за сборную Японии. В её составе принимал участие в Кубке Азии 2007 и чемпионате мира 2010.